# Râul Valea Lungă, Durbav
Râul Valea Lungă este un curs de apă, afluent al râului Durbav. Cea mai mare parte a cursului râului traversează orașul Săcele și este canalizată. 

## Hărți
- Harta Județului Brașov
- Harta Munților Postăvaru  Arhivat în 3 august 2008, la Wayback Machine.